# Tzipora Obziler
Tzipora „Tzipi“ Obziler (hebräisch צפורה אובזילר Zipporah Ōbsīler, * 19. April 1973 in Tel Aviv) ist eine ehemalige israelische Tennisspielerin.

## Karriere
Tzipi Obziler, die im Alter von zehn Jahren mit dem Tennissport begann, diente zwei Jahre in den israelischen Streitkräften und besuchte die Old Dominion University in Norfolk, Virginia. Sie spielte 2005 und 2006 in der deutschen Bundesliga für den TC Blau-Weiss Berlin.
Viermal stand sie bei Grand-Slam-Turnieren in der zweiten Runde der Einzelkonkurrenz. Von 1994 bis 2009 gehörte sie zum israelischen Fed-Cup-Team; bei ihren 90 Fed-Cup-Partien gelangen ihr 51 Siege. 2008 trat sie für ihr Land im Einzel und im Doppel bei den Olympischen Spielen an.
Sie gewann bei ITF-Turnieren jeweils 14 Einzel- und Doppeltitel. Auf der WTA Tour hingegen war ihr ein Turniersieg nicht vergönnt.
Ihr letztes Match auf der Damentour spielte sie im Mai 2009 in Warschau.

## Turniersiege

### Einzel
| Nr. | Datum         | Turnier             | Kategorie   | Belag     | Finalgegnerin              | Ergebnis         |
| --- | ------------- | ------------------- | ----------- | --------- | -------------------------- | ---------------- |
| 1.  | März 1997     | Tel Aviv            | ITF $10.000 | Hartplatz | Nóra Köves                 | 7:5, 6:4         |
| 2.  | Juni 1997     | Antalya             | ITF $10.000 | Hartplatz | Gulberk Gultekin           | 6:0, 6:4         |
| 3.  | März 1998     | Tel Aviv            | ITF $10.000 | Hartplatz | Nadseja Astrouskaja        | 6:3, 6:3         |
| 4.  | Mai 1999      | Guimarães           | ITF $10.000 | Hartplatz | Paula Hermida-Velo         | 6:0, 6:4         |
| 5.  | Juni 1999     | Oliveira de Azeméis | ITF $10.000 | Sand      | Raluca Ciochină            | 6:1, 6:1         |
| 6.  | Juli 1999     | Istanbul            | ITF $10.000 | Hartplatz | Daniela Cocos              | 6:0, 6:2         |
| 7.  | August 1999   | Istanbul            | ITF $10.000 | Hartplatz | Nadseja Astrouskaja        | 6:0, 7:5         |
| 8.  | November 2000 | Aschqelon           | ITF $10.000 | Hartplatz | Tetjana Luschanska         | 4:1, 3:5, 4:1    |
| 9.  | November 2000 | Beʾer Scheva        | ITF ISRAEL  | Hartplatz | Jewhenija Sawranska        | 4:1, 4:0, 2:4    |
| 10. | Dezember 2002 | Mumbai              | ITF $25.000 | Hartplatz | Adriana Barna              | 6:2, 6:2         |
| 11. | Dezember 2002 | Nonthaburi          | ITF $25.000 | Hartplatz | Ivana Abramović            | 6:4, 6:4         |
| 12. | Juni 2005     | Raʿanana            | ITF $25.000 | Hartplatz | Margalita Tschachnaschwili | 6:0, 6:2         |
| 13. | August 2006   | Washington, D.C.    | ITF $75.000 | Hartplatz | Camille Pin                | 7:5, 2:5 Aufgabe |
| 14. | März 2008     | Teneriffa           | ITF $25.000 | Hartplatz | Carla Suárez Navarro       | 6:2, 6:3         |

### Doppel
| Nr. | Datum         | Turnier             | Kategorie   | Belag     | Partnerin           | Finalgegnerinnen                                   | Ergebnis       |
| --- | ------------- | ------------------- | ----------- | --------- | ------------------- | -------------------------------------------------- | -------------- |
| 1.  | Mai 1999      | Guimarães           | ITF $10.000 | Hartplatz | Kelly Liggan        | Sabina Da Ponte Giana Gutierrez                    | 6:3, 6:1       |
| 2.  | Juni 1999     | Oliveira de Azeméis | ITF $10.000 | Sand      | Kelly Liggan        | Mariana Mesa Jorgelina Torti                       | 6:4, 4:6, 7:6  |
| 3.  | Juli 1999     | Dublin              | ITF $25.000 | Teppich   | Surina De Beer      | Hannah Collin Tina Hergold                         | 7:5, 4:6, 6:2  |
| 4.  | November 1999 | Tel Aviv            | ITF $25.000 | Hartplatz | Hila Rosen          | Kristie Boogert Michelle Gerards                   | 6:4, 1:6, 6:4  |
| 5.  | April 2000    | Norcross            | ITF $25.000 | Hartplatz | Julia Abe           | Lindsay Lee-Waters Jessica Steck                   | 5:7, 7:64, 6:4 |
| 6.  | Mai 2002      | Tel Aviv            | ITF $10.000 | Hartplatz | Hila Rosen          | Lauren Breadmore Natalie Neri                      | 4:6, 6:3, 6:2  |
| 7.  | Dezember 2002 | Mumbai              | ITF $25.000 | Hartplatz | Katarina Mišić      | Shelley Bryce Scarlett Werner                      | 6:3, 4:6, 7:5  |
| 8.  | November 2004 | Ramat haScharon     | ITF $10.000 | Hartplatz | Danielle Steinberg  | Pemra Özgen Gabriela Velasco-Andreu                | 7:5, 6:3       |
| 9.  | November 2004 | Deauville           | ITF $50.000 | Sand      | Virág Németh        | Vanessa Paffrath Květa Peschke                     | 6:4, 6:1       |
| 10. | Dezember 2004 | Raʿanana            | ITF $25.000 | Hartplatz | Shahar Peer         | Bahia Mouhtassine İpek Şenoğlu                     | 6:3, 6:0       |
| 11. | Juni 2005     | Raʿanana            | ITF $25.000 | Hartplatz | Shahar Peer         | Daniela Klemenschits Sandra Klemenschits           | 7:62, 1:6, 6:2 |
| 12. | Mai 2006      | Antalya             | ITF $25.000 | Sand      | Romina Oprandi      | Matea Mezak İpek Şenoğlu                           | 4:6, 6:4, 6:0  |
| 13. | März 2007     | Ra'anana            | ITF $10.000 | Hartplatz | Jewgenija Linezkaja | Martina Babáková Veronica Spiegel                  | 6:1, 6:2       |
| 14. | April 2008    | Patras              | ITF $50.000 | Hartplatz | Nastassja Jakimawa  | María José Martínez Sánchez Arantxa Parra Santonja | 7:5, 6:1       |